# Taça de Portugal 1987/88
Die Taça de Portugal 1987/88 war die 48. Austragung des portugiesischen Pokalwettbewerbs. Er wurde vom portugiesischen Fußballverband ausgetragen. Pokalsieger wurde der FC Porto, der sich im Finale gegen Vitória Guimarães durchsetzte. Da Porto auch die Meisterschaft gewann und am Europapokal der Landesmeister 1988/89 teilnahm, war der unterlegene Finalist für den Europapokal der Pokalsieger 1988/89 qualifiziert.
Alle Begegnungen wurden in einem Spiel ausgetragen. Bei unentschiedenem Ausgang wurde zur Ermittlung des Siegers eine Verlängerung gespielt. Stand danach kein Sieger fest, wurde das Spiel wiederholt, eventuell mit Verlängerung und Elfmeterschießen.

## Teilnehmende Teams
| Primeira Divisão (20) | Segunda Divisão (60) | Segunda Divisão (60) | Segunda Divisão (60) |
| --- | --- | --- | --- |
| - Académica de Coimbra - Belenenses Lissabon - Benfica Lissabon - Sporting Braga - Boavista Porto - GD Chaves - SC Covilhã - O Elvas CAD - SC Espinho - SC Farense - Marítimo Funchal - FC Penafiel - Portimonense SC - FC Porto - Rio Ave FC - SC Salgueiros - Sporting Lissabon - Varzim SC - Vitória Guimarães - Vitória Setúbal | - Académico de Viseu FC - RD Águeda - Amora FC - Atlético CP - FC Barreirense - SC Beira-Mar - GD Bragança - Caldas SC - CD Cova da Piedade - Desportivo Aves - Ermesinde SC - CF Esperança Lagos - GD Estoril Praia - CD Estarreja - CF Estrela Amadora - SC Estela Portalegre - AD Fafe - FC Famalicão - CD Feirense - FC Felgueiras | - SC Freamunde - Gil Vicente FC - AD Guarda - Leixões SC - Louletano DC - Lusitânia Lourosa - FC Lixa - SC Lusitânia - CA Macedo de Cavaleiros - GD Mangualde - FC Marco - CF Marialvas - AC Marinhense - UR Mirense - CD Montijo - Moreirense FC - Nacional Funchal - SC Olhanense - Oliveira do Bairro SC - Clube Oriental de Lisboa | - FC Paços de Ferreira - GD Peniche - GD Pescadores - SG Sacavenense - GD Samora Correia - CD Santa Clara - UD Santarém - Silves FC - FC Tirsense - CD Trofense - União de Almeirim - União Lamas - SC União Torreense - União de Coimbra - União Leiria - União Madeira - União Santiago do Cacém - SC Vianense - UD Vilafranquense - FC Vizela |
| Terceira Divisão (120) | | | |
| - SC Alba - CD Alcains - AC Alcanenense - GC Alcobaça * - SC Mineiro Aljustrelense * - FC Alverca * - ACR Alvorense * - Amarante FC - FC Amares - Anadia FC - GD da Quimigal Barreiro - UD Belmonte - Associação Beneditense CD - CF Benfica - SCE Bombarralense - AC Cacém - SC Campomaiorense - UD Cariense - SL Cartaxo - Juventude Campinense - Benfica e Castelo Branco - SC Celoricense - FC Cesarense - CD Cinfães - CRP Delães - Eléctrico Ponte de Sor - SC Esmoriz * - AD Esposende - CD Fátima - ARCD Ferrel | - AD Fundão - Atlético Fronteirense - CF Os Gavionenses - CD Gouveia - AD Grijó - GD Guiense - Imortal DC - FC Infesta - GD Joane - Juventude Évora * - SC Lamego - Lusitano GC Évora - Leça FC * - SC Leiria e Marrazes - AD Limianos - Vitória Lissabon - AD Lousada - CD Lousanense - Lusitano VRSA - CD Luso - FC Maia - AC Malveira - GD Marinhais * - GD Mealhada - Merelinense FC - SC Mirandela - CA Mirandense * - GD Mirandês - Desportivo de Monção - Moura AC | - Murça SC - Naval 1º de Maio - Neves FC * - GD Nazarenos * - Sport Nisa e Benefica - Odivelas FC * - SL Olivais * - CD Olivais e Moscavide - CF Oliveira do Douro - FC Oliveira Hospital * - AD Oliveirense - UD Oliveirense * - ARC Oliveirinha - AD Ovarense - SC Paivense - Palmelense FC - USC Paredes - Pedrouços AC - Juventude Pessegueirense * - Piense SC - CD Pinhalnovense - AD Poiares - AD Ponte da Barca - CD Portalegrense * - SC Praiense - CDR Quarteirense * - SC Régua - Atlético Reguengos - Santa Maria FC - GD Ribeirão | - SC Dragões Sandinenses - CF Santa Iria - AR São Martinho - UD Seia - FC Seixal - FC Serpa - GD Sesimbra - GD Santacombadense * - Sport União Sintrense - GD Sourense - Leões Tavira - CD Tondela - GD Torralta - GD Tabuense - União de Montemor - GD Usseira - CA Valdevez - SC Valenciano * - UD Valonguense - GD Valpaços - Vasco da Gama AC - Estrela Vendas Novas - GD Vialonga - Vieira SC - ID Vieirense - CF Os Vilanovenses - SC Vilar Formosa - SC Vila Real * - Sport Viseu e Benfica - FC Vinhais |
| Distrikte (44) | | | |
| - ARCD Albergaria dos Doze - Aliados FC Lordelo - Almada AC - Âncora Praia FC - GD Argus - ACR Atalaia do Campo - GD Baira-Mar - SC Barreiro - SC Bencatelense - Benfica Águia Sport - SC Borbense | - CD Candal * - Casa Pia AC - Sporting Cuba - Carvalhais FC - UD Castromarinense - CF Os Ceramistas - SC Courense - SL Fanhões * - Febres SC - SC Ferreirense - FC Flamengos * | - Recreativo Grandolense - Juventude Pedras Salgadas * - Operátio Lissabon - SL Marinha * - FC Mogadourense * - FC Monfortense - NEGE - Palmeiras FC (Braga) - SC Penalva Castelo - UD Pinhelenses - AD São Romão | - GD São Roque - ADC Sanguedo - AD São Pedro da Cova - ACD São Vicente - Sertanense FC * - Caçadores Taipas - União de Tomar - GD Torre Moncorvo - CD Torres Novas - GD Urra - Vilanovense FC |

## 1. Runde
Teilnehmer waren 136 Teams ab der 3. Liga abwärts. Zusätzlich erhielten 27 Vereine ein Freilos.
|                          | Ergebnis  |                           |
| ------------------------ | --------- | ------------------------- |
| CF Os Gavionenses        | 0:3       | GD Mealhada               |
| ARC Oliveirinha          | 2:1       | Carvalhais FC             |
| CF Oliveira do Douro     | 2:0       | GD Valpaços               |
| AD Limianos              | 0:1       | CD Cinfães                |
| CF Os Vilanovenses       | 0:0 n. V. | UD Belmonte               |
| USC Paredes              | 4:0       | CF Os Ceramistas          |
| SC Paivense              | 3:2 n. V. | FC Infesta                |
| CD Olivais e Moscavide   | 4:0       | UD Castromarinense        |
| Naval 1º de Maio         | 4:0       | SC Leiria e Marrazes      |
| CD Lousanense            | 6:1       | ARCD Albergaria dos Doze  |
| Aliados FC Lordelo       | 0:2       | FC Maia                   |
| Leões Tavira             | 2:0       | SC Barreiro               |
| Lusitano VRSA            | 2:2 n. V. | Lusitano GC Évora         |
| Desportivo de Monção     | 1:0       | AR São Martinho           |
| Moura AC                 | 6:0       | Sporting Cuba             |
| FC Monfortense           | 2:4       | Sport União Sintrense     |
| CD Fátima                | 7:1       | ACR Atalaia do Campo      |
| SC Penalva Castelo       | 4:1       | ARCD Ferrel               |
| FC Serpa                 | 2:0       | GD Torralta               |
| UD Seia                  | 6:1       | SC Vilar Formosa          |
| Santa Maria FC           | 2:0       | Âncora Praia FC           |
| GD Sourense              | 3:0       | Febres SC                 |
| AD São Romão             | 2:1       | Eléctrico Ponte de Sor    |
| CD Torres Novas          | 2:0       | SCE Bombarralense         |
| GD Torre Moncorvo        | 0:1       | Pedrouços AC              |
| ADC Sanguedo             | 3:1       | Vilanovense FC            |
| GD Ribeirão              | 2:2 n. V. | FC Cesarense              |
| CD Pinhalnovense         | 3:0       | Casa Pia AC               |
| Piense SC                | 0:1       | CF Santa Iria             |
| UD Pinhelenses           | 2:1       | Sport Nisa e Benefica     |
| AD Ponte da Barca        | 2:1       | AD Lousada                |
| SC Régua                 | 3:1 n. V. | GD Mirandês               |
| GD da Quimigal Barreiro  | 4:0       | SC Praiense               |
| SC Lamego                | 2:0       | AD Oliveirense            |
| GD Joane                 | 1:1 n. V. | Caçadores Taipas          |
| AC Alcanenense           | 3:1       | Associação Beneditense CD |
| SC Alba                  | 2:0       | CD Alcains                |
| Almada AC                | 0:4       | União de Montemor         |
| Amarante FC              | 4:0       | Palmeiras FC (Braga)      |
| Anadia FC                | 2:0       | GD São Roque              |
| FC Amares                | 1:2       | AD São Pedro da Cova      |
| Sport Viseu e Benfica    | 3:1       | GD Guiense                |
| ID Vieirense             | 1:5       | CD Luso                   |
| CA Valdevez              | 1:3       | FC Vinhais                |
| GD Usseira               | 3:2       | GD Tabuense               |
| UD Valonguense           | 2:0       | Merelinense FC            |
| Vasco da Gama AC         | 1:3       | FC Seixal                 |
| Vieira SC                | 0:1       | SC Dragões Sandinenses    |
| GD Vialonga              | 2:1       | GD Baira-Mar              |
| GD Argus                 | 2:0       | UD Cariense               |
| Atlético Reguengos       | 0:1       | AC Cacém                  |
| Atlético Fronteirense    | 0:4       | Palmelense FC             |
| SC Ferreirense           | 1:2       | Imortal DC                |
| AD Fundão                | 2:1       | NEGE                      |
| CF Benfica               | 3:0       | ACD São Vicente           |
| AD Grijó                 | 3:0       | SC Mirandela              |
| Recreativo Grandolense   | 3:2       | Operátio Lissabon         |
| Estrela Vendas Novas     | 1:0       | SC Borbense               |
| AD Esposende             | 1:0       | AD Ovarense               |
| Benfica Águia Sport      | 1:0       | AC Malveira               |
| SC Bencatelense          | 0:1 n. V. | Vitória Lissabon          |
| Benfica e Castelo Branco | 4:2 n. V. | CD Gouveia                |
| Juventude Campinense     | 4:3       | GD Sesimbra               |
| CRP Delães               | 5:1       | SC Celoricense            |
| SC Courense              | 1:2       | Murça SC                  |
| SC Campomaiorense        | 4:0       | SL Cartaxo                |
| CD Tondela               | 1:0 n. V. | AD Poiares                |
| GD Urra                  | 0:4       | União de Tomar            |

### Wiederholungsspiele
|                   | Ergebnis |                    |
| ----------------- | -------- | ------------------ |
| Caçadores Taipas  | 2:5      | GD Joane           |
| Lusitano GC Évora | 5:1      | Lusitano VRSA      |
| FC Cesarense      | 1:0      | GD Ribeirão        |
| UD Belmonte       | 0:1      | CF Os Vilanovenses |

## 2. Runde
Qualifiziert waren die 68 Sieger der 1. Runde, sowie die 28 Vereine, die zuvor ein Freilos hatten.
|                           | Ergebnis  |                          |
| ------------------------- | --------- | ------------------------ |
| ADC Sanguedo              | 1:1 n. V. | FC Maia                  |
| SC Régua                  | 0:1       | AD Ponte da Barca        |
| GD Santacombadense        | 2:1       | SC Alba                  |
| Santa Maria FC            | 0:1 n. V. | USC Paredes              |
| UD Seia                   | 3:1       | Benfica e Castelo Branco |
| CD Portalegrense          | 1:0       | Naval 1º de Maio         |
| Pedrouços AC              | 4:1       | FC Cesarense             |
| UD Oliveirense            | 1:0       | FC Vinhais               |
| Palmelense FC             | 2:1       | Recreativo Grandolense   |
| CD Fátima                 | 2:1       | Sertanense FC            |
| Juventude Pedras Salgadas | 1:1 n. V. | CD Candal                |
| FC Seixal                 | 0:1       | CDR Quarteirense         |
| FC Serpa                  | 2:1       | GD Marinhais             |
| GD Usseira                | 1:2 n. V. | AC Alcanenense           |
| UD Valonguense            | 2:1       | CF Oliveira do Douro     |
| SC Vila Real              | 2:0       | AD Grijó                 |
| Vitória Lissabon          | 2:0       | Benfica Águia Sport      |
| União de Montemor         | 4:0       | CD Pinhalnovense         |
| Sport União Sintrense     | 3:1       | FC Flamengos             |
| SL Fanhões                | 2:1       | SC Mineiro Aljustrelense |
| AD São Romão              | 0:1       | Anadia FC                |
| GD Sourense               | 0:2       | CF Os Vilanovenses       |
| AD São Pedro da Cova      | 1:2       | GD Joane                 |
| Odivelas FC               | 2:0       | CD Olivais e Moscavide   |
| Moura AC                  | 2:0       | Imortal DC               |
| SC Campomaiorense         | 1:2       | SL Olivais               |
| CD Cinfães                | 3:2 n. V. | SC Valenciano            |
| SC Esmoriz                | 0:3       | SC Dragões Sandinenses   |
| AD Esposende              | 2:1       | CRP Delães               |
| Juventude Campinense      | 0:1 n. V. | GD da Quimigal Barreiro  |
| AC Cacém                  | 3:1       | Leões Tavira             |
| FC Alverca                | 3:0       | Estrela Vendas Novas     |
| Amarante FC               | 4:0       | SC Paivense              |
| GD Argus                  | 2:0       | UD Pinhelenses           |
| CF Benfica                | 1:0 n. V. | CF Santa Iria            |
| AD Fundão                 | 2:1       | SC Penalva Castelo       |
| GD Mealhada               | 1:1 n. V. | ARC Oliveirinha          |
| CA Mirandense             | 3:1       | Sport Viseu e Benfica    |
| FC Mogadourense           | 1:1 n. V. | Murça SC                 |
| CD Luso                   | 3:3 n. V. | CD Torres Novas          |
| Lusitano GC Évora         | 1:0 n. V. | GD Vialonga              |
| Juventude Évora           | 4:0       | ACR Alvorense            |
| Leça FC                   | 3:1       | Desportivo de Monção     |
| SC Lamego                 | 2:0       | Neves FC                 |
| CD Lousanense             | 3:1       | GC Alcobaça              |
| FC Oliveira Hospital      | 1:0       | CD Tondela               |
| GD Nazarenos              | 1:1 n. V. | Juventude Pessegueirense |
| SL Marinha                | 0:1       | União de Tomar           |

### Wiederholungsspiele
|                          | Ergebnis |                           |
| ------------------------ | -------- | ------------------------- |
| ARC Oliveirinha          | 4:1      | GD Mealhada               |
| CD Torres Novas          | 0:1      | CD Luso                   |
| Murça SC                 | 6:0      | FC Mogadourense           |
| FC Maia                  | 5:0      | ADC Sanguedo              |
| CD Candal                | 3:0      | Juventude Pedras Salgadas |
| Juventude Pessegueirense | 3:0      | GD Nazarenos              |

## 3. Runde
Qualifiziert waren die 48 Sieger der 2. Runde, sowie die Teams der Primeira und Segunda Divisão.
|                          | Ergebnis  |                          |
| ------------------------ | --------- | ------------------------ |
| Moura AC                 | 0:2       | FC Porto                 |
| SC Olhanense             | 5:1       | Académica de Coimbra     |
| CDR Quarteirense         | 1:3 n. V. | Marítimo Funchal         |
| CF Esperança Lagos       | 3:0       | CD Trofense              |
| Vitória Guimarães        | 7:0       | Moura AC                 |
| FC Lixa                  | 1:0 n. V. | GD Pescadores            |
| GD Samora Correia        | 0:2       | O Elvas CAD              |
| SC Salgueiros            | 4:0       | Leça FC                  |
| União Santiago do Cacém  | 1:0       | União Madeira            |
| Caldas SC                | 1:0       | Juventude Pessegueirense |
| SC Espinho               | 2:0       | União de Almeirim        |
| SG Sacavenense           | 2:1       | CD Estarreja             |
| USC Paredes              | 2:1       | SC Lusitânia             |
| Palmelense FC            | 0:1       | FC Penafiel              |
| FC Paços de Ferreira     | 1:4       | Benfica Lissabon         |
| SC Farense               | 1:0       | Sporting Lissabon        |
| CD Fátima                | 1:1 n. V. | Amarante FC              |
| GD Peniche               | 2:3 n. V. | Pedrouços AC             |
| AD Ponte da Barca        | 6:1       | CA Mirandense            |
| Sporting Braga           | 3:0       | Moreirense FC            |
| União Leiria             | 5:1       | GD Argus                 |
| União Lamas              | 3:1       | Oliveira do Bairro SC    |
| SC Vianense              | 3:1       | FC Serpa                 |
| SC Vila Real             | 2:1       | UD Vilafranquense        |
| Vitória Lissabon         | 0:3       | Vitória Setúbal          |
| União de Coimbra         | 0:3       | Desportivo Aves          |
| FC Tirsense              | 0:2       | Portimonense SC          |
| SL Fanhões               | 1:1 n. V. | Rio Ave FC               |
| SL Olivais               | 1:0       | SC Freamunde             |
| Clube Oriental de Lisboa | 3:0       | CD Feirense              |
| SC Covilhã               | 3:1       | SC União Torreense       |
| Silves FC                | 1:0 n. V. | Varzim SC                |
| ARC Oliveirinha          | 2:1       | CD Portalegrense         |
| AD Esposende             | 2:0       | SC Lamego                |
| Ermesinde SC             | 2:1       | CD Cinfães               |
| SC Estela Portalegre     | 6:0       | AC Cacém                 |
| AD Fafe                  | 6:2       | UD Santarém              |
| AD Fundão                | 0:1 n. V. | CF Os Vilanovenses       |
| FC Felgueiras            | 1:0       | Belenenses Lissabon      |
| CD Cova da Piedade       | 0:3       | GD Estoril Praia         |
| CD Candal                | 0:2       | CF Estrela Amadora       |
| RD Águeda                | 0:0 n. V. | GD Mangualde             |
| Académico de Viseu FC    | 2:2 n. V. | Atlético CP              |
| AC Alcanenense           | 0:1       | UR Mirense               |
| FC Alverca               | 1:1 n. V. | UD Valonguense           |
| GD Bragança              | 1:0       | GD Chaves                |
| Anadia FC                | 2:1       | FC Famalicão             |
| CF Benfica               | 1:0 n. V. | AD Guarda                |
| Gil Vicente FC           | 2:0       | FC Barreirense           |
| AC Marinhense            | 3:0       | GD Santacombadense       |
| FC Marco                 | 3:0       | União de Montemor        |
| CD Montijo               | 1:2       | UD Seia                  |
| Nacional Funchal         | 0:1       | Boavista Porto           |
| UD Oliveirense           | 0:2       | Louletano DC             |
| Odivelas FC              | 0:0 n. V. | CA Macedo de Cavaleiros  |
| FC Maia                  | 2:1       | GD da Quimigal Barreiro  |
| CD Luso                  | 0:0 n. V. | FC Oliveira Hospital     |
| Juventude Évora          | 2:0       | CD Santa Clara           |
| GD Joane                 | 0:1       | SC Beira-Mar             |
| Leixões SC               | 2:1       | Amora FC                 |
| Lusitânia Lourosa        | 2:1 n. V. | SC Dragões Sandinenses   |
| Lusitano GC Évora        | 2:1 n. V. | FC Vizela                |
| CD Lousanense            | 4:1       | Sport União Sintrense    |
| União de Tomar           | 3:2       | CF Marialvas             |

### Wiederholungsspiele
|                         | Ergebnis  |                       |
| ----------------------- | --------- | --------------------- |
| Amarante FC             | 1:0       | CD Fátima             |
| UD Valonguense          | 2:0       | FC Alverca            |
| CA Macedo de Cavaleiros | 6:0       | Odivelas FC           |
| Atlético CP             | 3:2 n. V. | Académico de Viseu FC |
| FC Oliveira Hospital    | 2:0       | CD Luso               |
| Rio Ave FC              | 1:0       | SL Fanhões            |
| GD Mangualde            | 2:0       | RD Águeda             |

## 4. Runde
Die Spiele fanden am 16. Februar 1988 statt.
|                          | Ergebnis  |                         |
| ------------------------ | --------- | ----------------------- |
| SG Sacavenense           | 1:2       | AD Fafe                 |
| SC Beira-Mar             | 1:0 n. V. | Juventude Évora         |
| Caldas SC                | 1:1 n. V. | FC Lixa                 |
| Rio Ave FC               | 7:1       | Silves FC               |
| Pedrouços AC             | 0:0 n. V. | União Santiago do Cacém |
| Clube Oriental de Lisboa | 1:0       | SC Olhanense            |
| USC Paredes              | 0:1       | Vitória Setúbal         |
| Portimonense SC          | 2:1       | AD Esposende            |
| Sporting Braga           | 5:2       | SC Vila Real            |
| UD Valonguense           | 1:0       | AD Ponte da Barca       |
| SC Vianense              | 0:2       | Gil Vicente FC          |
| União de Tomar           | 1:2       | SC Salgueiros           |
| União Leiria             | 3:2       | SC Farense              |
| SC Covilhã               | 1:1 n. V. | CD Lousanense           |
| União Lamas              | 5:0       | Anadia FC               |
| FC Oliveira Hospital     | 1:1 n. V. | Louletano DC            |
| O Elvas CAD              | 2:0       | Lusitânia Lourosa       |
| SC Estela Portalegre     | 1:0       | FC Maia                 |
| FC Porto                 | 0:0 n. V. | GD Estoril Praia        |
| CF Esperança Lagos       | 5:0       | UD Seia                 |
| Desportivo Aves          | 0:2       | Benfica Lissabon        |
| Boavista Porto           | 1:0 n. V. | CF Estrela Amadora      |
| GD Bragança              | 0:0 n. V. | FC Penafiel             |
| FC Felgueiras            | 0:1       | Vitória Guimarães       |
| Leixões SC               | 4:0       | CF Os Vilanovenses      |
| Marítimo Funchal         | 2:1       | Amarante FC             |
| UR Mirense               | 1:4       | SC Espinho              |
| AC Marinhense            | 2:0       | FC Marco                |
| GD Mangualde             | 1:2       | Ermesinde SC            |
| Lusitano GC Évora        | 2:0       | SL Olivais              |
| CA Macedo de Cavaleiros  | 1:2 n. V. | ARC Oliveirinha         |
| Atlético CP              | 2:1       | CF Benfica              |

### Wiederholungsspiele
|                         | Ergebnis |                      |
| ----------------------- | -------- | -------------------- |
| CD Lousanense           | 0:2      | SC Covilhã           |
| União Santiago do Cacém | 8:1      | Pedrouços AC         |
| Louletano DC            | 1:0      | FC Oliveira Hospital |
| FC Lixa                 | 2:1      | Caldas SC            |
| FC Penafiel             | 2:0      | GD Bragança          |
| GD Estoril Praia        | 1:2      | FC Porto             |

## 5. Runde
Die Spiele fanden am 9. März 1988 statt.
|                          | Ergebnis  |                         |
| ------------------------ | --------- | ----------------------- |
| SC Salgueiros            | 3:0       | Atlético CP             |
| Rio Ave FC               | 4:2 n. V. | Louletano DC            |
| Clube Oriental de Lisboa | 1:2       | SC Espinho              |
| SC Covilhã               | 1:1 n. V. | Portimonense SC         |
| União Lamas              | 2:1       | Lusitano GC Évora       |
| UD Valonguense           | 1:3       | FC Penafiel             |
| União Leiria             | 5:1       | CF Esperança Lagos      |
| ARC Oliveirinha          | 0:4       | Sporting Braga          |
| Marítimo Funchal         | 3:2       | O Elvas CAD             |
| Ermesinde SC             | 0:0 n. V. | Vitória Guimarães       |
| Boavista Porto           | 3:2       | Vitória Setúbal         |
| AD Fafe                  | 2:1       | SC Beira-Mar            |
| FC Porto                 | 4:0       | AC Marinhense           |
| FC Lixa                  | 2:6       | Leixões SC              |
| Gil Vicente FC           | 4:2 n. V. | União Santiago do Cacém |
| Benfica Lissabon         | 1:0 n. V. | SC Estela Portalegre    |

### Wiederholungsspiele
|                   | Ergebnis |              |
| ----------------- | -------- | ------------ |
| Portimonense SC   | 2:1      | SC Covilhã   |
| Vitória Guimarães | 3:1      | Ermesinde SC |

## Achtelfinale
Die Spiele fanden am 27. April 1988 statt.
|                  | Ergebnis  |                   |
| ---------------- | --------- | ----------------- |
| Marítimo Funchal | 2:5       | Vitória Guimarães |
| SC Salgueiros    | 1:1 n. V. | Benfica Lissabon  |
| Portimonense SC  | 3:0       | União Lamas       |
| Gil Vicente FC   | 2:1       | Rio Ave FC        |
| FC Penafiel      | 3:1       | Leixões SC        |
| AD Fafe          | 2:1       | Sporting Braga    |
| FC Porto         | 3:1       | SC Espinho        |
| Boavista Porto   | 3:2       | União Leiria      |

### Wiederholungsspiel
|                  | Ergebnis |               |
| ---------------- | -------- | ------------- |
| Benfica Lissabon | 4:1      | SC Salgueiros |

## Viertelfinale
Die Spiele fanden am 10. Mai 1988 statt.
|                   | Ergebnis  |                |
| ----------------- | --------- | -------------- |
| Vitória Guimarães | 1:1 n. V. | Gil Vicente FC |
| Portimonense SC   | 4:1       | FC Penafiel    |
| FC Porto          | 2:2 n. V. | Boavista Porto |
| Benfica Lissabon  | 1:0       | AD Fafe        |

### Wiederholungsspiele
|                | Ergebnis              |                   |
| -------------- | --------------------- | ----------------- |
| Gil Vicente FC | 0:2                   | Vitória Guimarães |
| Boavista Porto | 0:0 n. V. (4:5 i. E.) | FC Porto          |

## Halbfinale
Die Spiele fanden am 10. Juni 1988 statt.
|                 | Ergebnis  |                   |
| --------------- | --------- | ----------------- |
| Portimonense SC | 1:2 n. V. | Vitória Guimarães |
| FC Porto        | 1:0       | Benfica Lissabon  |

## Finale
| Paarung           | FC Porto – Vitória Guimarães |
| Ergebnis          | 1:0 (0:0) |
| Datum             | 19. Juni 1988 |
| Stadion           | Estádio Nacional, Oeiras |
| Schiedsrichter    | Vítor Correia |
| Tore              | 1:0 Jaime Magalhães (82.) |
| FC Porto          | Józef Młynarczyk – João Pinto, António Lima Pereira , Fernando Bandeirinha, Celso – Augusto Inácio, Rui Barros, António André, António Sousa (46. Jorge Plácido) – Jaime Pacheco, Jaime Magalhães Cheftrainer: Tomislav Ivić ( Jugoslawien) |
| Vitória Guimarães | António Jesus Pereira – Costeado, Bené, Nené, Basílio Marques (85. Caio Júnior) – António Carvalho, Adão, N’Dinga Mbote, Nascimento – Tozé (60. Décio António), Monduone N’Kama Cheftrainer: José Alberto Torres                            |